# Hertugdømmet Kurland og Semgallen (1918)
Hertugdømmet Kurland og Semgallen var et forslået klientkongedømme af det Tyske Kejserrige. Det blev proklameret den 8. marts 1918, i det tyskbesatte Guvernement Kurland af et Landesrat bestående af tyskbaltere, som tilbød hertugdømmets krone til Kejser Wilhelm 2. af Tyskland, på trods af en eksisterende tidligere suverænt regerende adelig familie i det tidligere hertugdømme af samme navn. Selv om den tyske Reichstag støttede national selvbestemmelse for folkene i Baltikum, fortsatte den tyske overkommando politikken om fastholdelse af Baltikum til det Tyske Kejserrige ved at betro sig til tyskbalterne.
I oktober 1918 forslog den tyske kansler Prins Maximilian von Baden at udskifte den militære administration i Baltikum med civile myndigheder. Som følge af Novemberrevolutionen i Tyskland erklærede Letlands sin uafhængighed den 18. november 1918, og den 7. december 1918 overdrog det tyske militær myndigheden til den nationale lettiske regering med Kārlis Ulmanis i spidsen.

## Baggrund
Under 1. verdenskrig havde den tyske hær besat Kurland guvernement i Det Russiske Kejserrige i efteråret 1915. En frontlinje blev etableret langs en grænse, der strakte sig mellem Riga, Daugavpils og Baranovitch.
Det lettiske midlertidige nationale råd blev udråbt den 16. november 1917. Den 30. november udråbte det lettiske foreløbige nationale råd en autonom lettisk provins inden for etnografiske grænser, og en formel, uafhængig lettisk republik blev erklæret den 15. januar 1918.
Efter den russiske revolution begyndte tyske tropper at rykke frem fra Kurland, og ved udgangen af februar 1918 blev territorierne i det tidligere russiske guvernement i Livland og det autonome guvernement i Estland, der havde erklæret uafhængighed, også besat og faldt under den tyske militære administration. Med Brest-Litovsk-freden den 3. marts 1918 accepterede det bolsjevistiske Rusland tabet af Kurland guvernement, og ved aftaler indgået i Berlin den 27. august 1918 blev det autonome guvernør i Estland og guvernøren i Livland gjort uafhængige af Rusland.
Som en parallel politisk bevægelse under den tyske militære administration begyndte de baltiske tyskere en proces med at danne provinsråd mellem september 1917 og marts 1918. Hertugdømmet Kurland og Semgallen blev udråbt den 8. marts 1918 af et sådan Landesrat sammensat af baltiske tyskere, der tilbød hertugdømmets krone til kejser Wilhelm II.
I oktober 1918 foreslog Tysklands kansler, prins Maximilian af Baden, at lade den militære administration ved Østersøen erstatte af en civil myndighed. Den nye politik blev meddelt i et telegram fra det tyske udenrigskontor til den militære administration i Østersøen: Rigets regering er enstemmig med hensyn til den grundlæggende ændring af vores politik over for de baltiske lande, nemlig at politik i første omgang skal laves sammen med de baltiske folk.
Den 18. november 1918 erklærede Letland sin uafhængighed. Den 7. december 1918 overdrog det tyske militær sin myndighed til den lettiske nationale regering under ledelse af Kārlis Ulmanis.

## Anerkendelse
Kaiser Wilhelm anerkendte oprettelsen af Kurland som en tysk vasal ved at skrive til Kurlands Landesrat den 8. marts 1918 (tysk orgiginaltekst):
Wir Wilhelm, von Gottes Gnaden Deutscher Kaiser, König von Preußen etc. beauftragen hiermit Unseren Reichskanzler, den Grafen von Hertling, dem Kurländischen Landesrat zu erklären, daß Wir auf den Uns durch seine Vertreter übermittelten Wunsch und auf den Bericht Unseres Reichskanzchen im Reiches das Herzogtum Kurland als freies and selbständiges Staatswesen anerkennen and bereit sind, im Namen des Deutschen Reiches diejenne Staatsverträge with Kurland abzuschließen, the eine enge en economischen und militärische Verbindung beider Länder gewährleisten. Gleichzeitig beauftragen Wir Unseren Reichskanzler, den Abschluß dieser Verträge vorzubereiten. Urkundlich haben Wir diesen Auftrag Allerhöchst Selbst vollzogen und mit Unserem Kaiserlichen Insiegel vershen lassen.
Gegeben ................ den 15. März 1918
Wilhelm
Graf von Hertling.

Oversat:
"Vi, Wilhelm, af Guds nåde tyske kejser, konge af Preussen osv., beordrer hermed vores kansler, grev von Hertling, at informere Kurland-regeringen om, at på grundlag af det ønske, der er videregivet til os af dens ambassadør, og af den rapport som vores kansler på vegne af det tyske imperium, anerkender vi hertugdømmet Kurland som en fri og uafhængig stat; i det tyske imperiums navn at forhandle sådanne traktater med Kurland, som garanterer en tæt økonomisk og militær forbindelse mellem begge lande. Samtidig kommanderer vi vores kansler til at forberede os på forhandlingerne vedrørende disse traktater. Vores Majestæt har befalet, at denne ordre skal dokumenteres og påføres vores imperiale segl.
Givet den [ukendt], den 15. marts 1918
Wilhelm
Grev von Hertling."

## Opløsning
Hertugdømmet Kurland blev opslugt den 22. september 1918 af Det Forenede Baltiske Hertugdømme. Ingen af staterne opnåede imidlertid anerkendelse af nogen anden stat end det Tyske Kejserrige.
Det forenede baltiske hertugdømme blev først nominelt anerkendt som en suveræn stat af kejseren den 22. september 1918, hvilket var et halvt år efter, at Sovjet-Rusland formelt havde afsagt al myndighed over Ruslands tidligere baltiske provinser til det tyske imperium i Brest-Litovsk-traktaten. Efter 1. verdenskrig blev Kurland en del af den nydannede nation Letland den 18. november 1918.